# Staubmessung
Als Staubmessung wird die messtechnische Erfassung der Massen- oder Anzahlkonzentration von staubförmigen Verunreinigungen bewegter oder ruhender Gase bezeichnet. Für die Staubmessung stehen unterschiedliche Messverfahren zur Verfügung. Sie wird sowohl zur Emissions- als auch zur Immissionsüberwachung durchgeführt. Auch zur Überprüfung und Charakterisierung von Entstaubungsapparaten, wie beispielsweise Filtern, werden Staubmessungen durchgeführt. Die Messergebnisse werden meist in Masse pro Volumen angegeben, Staubmasse und Partikelanzahl können aber auch auf andere Größen bezogen sein.

## Grundlagen
Die Messung von Stäuben in ruhender Luft oder in strömenden Gasen kann aufgrund unterschiedlicher Notwendigkeiten geschehen. Betreiber genehmigungsbedürftiger Anlagen sind häufig dazu verpflichtet, regelmäßig oder gar kontinuierlich Messungen der emittierten Luftschadstoffe, zu denen Staub zählt, durchzuführen. Genehmigungsbescheide und Verordnungen enthalten Grenzwerte, die einzuhalten sind. Bei deren Überschreitung ist der Anlagenbetreiber angehalten, Maßnahmen zur Emissionsminderung durchzuführen. Bei Verbrennungsprozessen in genehmigungspflichtigen Anlagen ist eine Staubmessung üblicherweise vorgeschrieben. In Deutschland veröffentlicht dazu das Umweltbundesamt auf seinen Internetseiten eine Liste mit eignungsgeprüften kontinuierlich arbeitenden Staubmessgeräten.

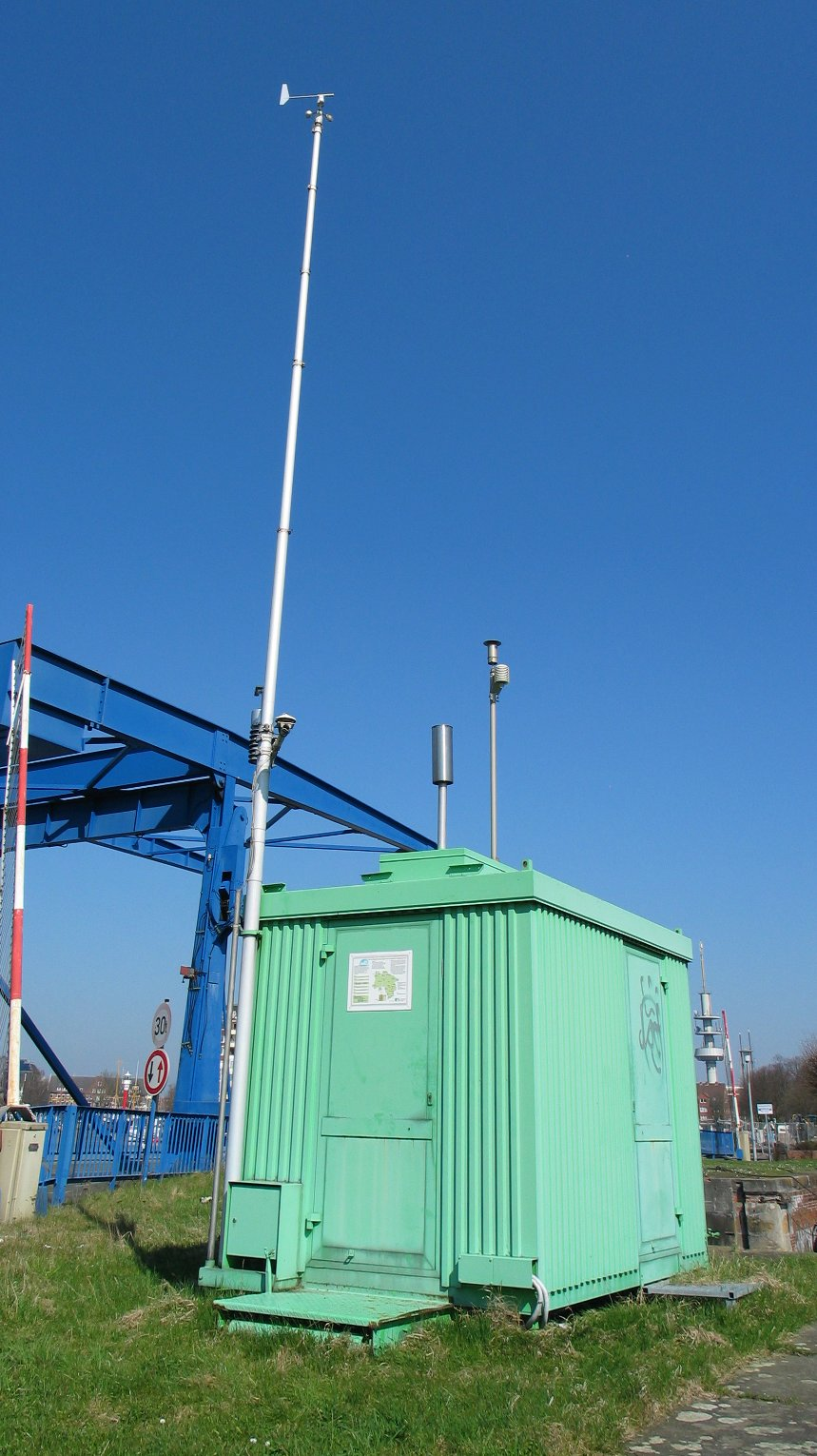
Lufthygienisches Überwachungssystem Niedersachsen: Messcontainer in Emden zur Messung der Hintergrundkonzentration

Die Immissionsmessung von Staub unterscheidet zwischen Schwebstaub und Staubniederschlag.  Beides wird durch die für den Immissionsschutz zuständigen Behörden, die Messnetze zur Erfassung der Immission von Luftschadstoffen zur Überwachung der Luftqualität betreiben, überwacht.  Die Erfassung sowohl der Schwebstaubkonzentration als auch des Staubniederschlags dient zur Charakterisierung der Immissionssituation. Als sogenannte indirekte Methode zur Emissionsermittlung erlauben Schwebstaub-Immissionsmessungen darüber hinaus mittels Quelltermrückrechnung Aussagen über diffuse Emissionen.
Zur Kontrolle des Schutzes der Beschäftigten finden an besonders exponierten Arbeitsplätzen häufig Messungen von Schadstoffen, darunter auch Staub, statt. Sind Kontroll- oder Grenzwerte überschritten, so sind Gegenmaßnahmen zu ergreifen. Diese können sowohl aktiver (Quellenabsaugung) als auch passiver Natur (Schutzkleidung) sein.
Auch zur Feststellung der Leistungsfähigkeit von Entstaubungsapparaten werden mithilfe von Prüfaerosolen Staubmessungen durchgeführt.
Die Partikelgrößen bei der Staubmessung bewegen sich zwischen wenigen nm und mehr als 100 µm.

## Historie
Bereits in den 1870er-Jahren sammelte der französische Meteorologe Gaston Tissandier auf zwei Quadratmeter großen Papierbögen den Staubniederschlag, um Größe, Form und Anzahl der Partikel zu bestimmen. Ungefähr zeitgleich hatte John Tyndall die Lichtstreuung an Partikeln beobachtet. Das auf dem Tyndall-Effekt beruhende Tyndalloskop als Messgerät wurde allerdings erst Mitte der 1930er-Jahre etabliert. 1879 entwickelte John Aitken den ersten Kondensationskernzähler. 1898 publizierte der französische Agraringenieur Maximilien Ringelmann eine Methode zur Beurteilung von Abgasfahnen. Die Ringelmann-Skala enthielt Grauwerte, die mit der Opazität der Abgasfahne verglichen wurde. An südafrikanischen Grubenarbeitsplätzen wurden um 1900 mit Zucker gefüllte Röhrchen eingesetzt, durch welche die mit Staub belastete Luft gesaugt wurde, um anschließend analysiert zu werden. Bedeutende Apparate zur Staubmessung in der ersten Hälfte des 20. Jahrhunderts waren das Konimeter, das 1919 entwickelt wurde, und der Thermalpräzipitator, der 1935 in die Staubmesstechnik eingeführt wurde.
Die systematische gravimetrische Staubmessung begann im Jahr 1950; ein Standard wurde im Jahr 1971 implementiert. Ebenfalls in den 1950er-Jahren fanden Staubmessverfahren Anwendung, die auf dem Prinzip der Massenkraftabscheidung beruhten. In den 1960er-Jahren wurden Staubmessgeräte entwickelt, die auf dem Prinzip der Abschwächung von Betastrahlen beruhten (radiometrische Staubmessung).
Mit der Einführung des Standards PM10 durch die Environmental Protection Agency im Juli 1987 wurde im Umweltschutz das Augenmerk auf die Partikelgröße gelenkt. Im Arbeitsschutz existierte seit 1959 mit der Johannesburger Konvention eine Definition für Feinstaub.

## Messverfahren
Die Anforderungen an Messverfahren zur Emissions- und Immissionsmessung unterscheiden sich deutlich. Der wesentliche Unterschied liegt in den Konzentrationsbereichen. Auch bedürfen Proben bei der Emissionsmessung häufig noch der Aufbereitung. Bei Emissionsmessungen sind häufig noch Bezugsgrößen wie Druck und Temperatur zu ermitteln.
Ein Unterscheidungskriterium bei den Staubmessverfahren ist die Frage der Zuführung des staubbeladenen Gases zur Messeinrichtung. Passivsammler nutzen Diffusionsprozesse, damit der Staub auf eine Akzeptorfläche gelangt. Bei aktiven Verfahren wird mithilfe eines Kompressors eine Strömung erzeugt, die das zu beprobende Gas zum Messgerät führt. Dabei ist zu beachten, dass die Kompressoren zu einer erheblichen Lärmbelastung führen können.
Bei der Staubemissionsmessung ist zusätzlich zu unterscheiden, ob die Probenahme extraktiv oder in situ stattfindet. Bei der extraktiven Probenahme wird aus dem Abgas isokinetisch ein Teilstrom entnommen und zum Messgerät geführt. Bei Messquerschnitten, die mindestens 0,1 m2 betragen, ist eine Netzmessung durchzuführen.
Bei den gängigen Staubmessverfahren werden unterschiedliche physikalische Eigenschaften des zu messenden Staubs verwendet, um eine Staubkonzentration, häufig angegeben in Masse pro Volumen, auszugeben. So werden neben der Dichte der Staubpartikel unter anderem deren optische Eigenschaften herangezogen.

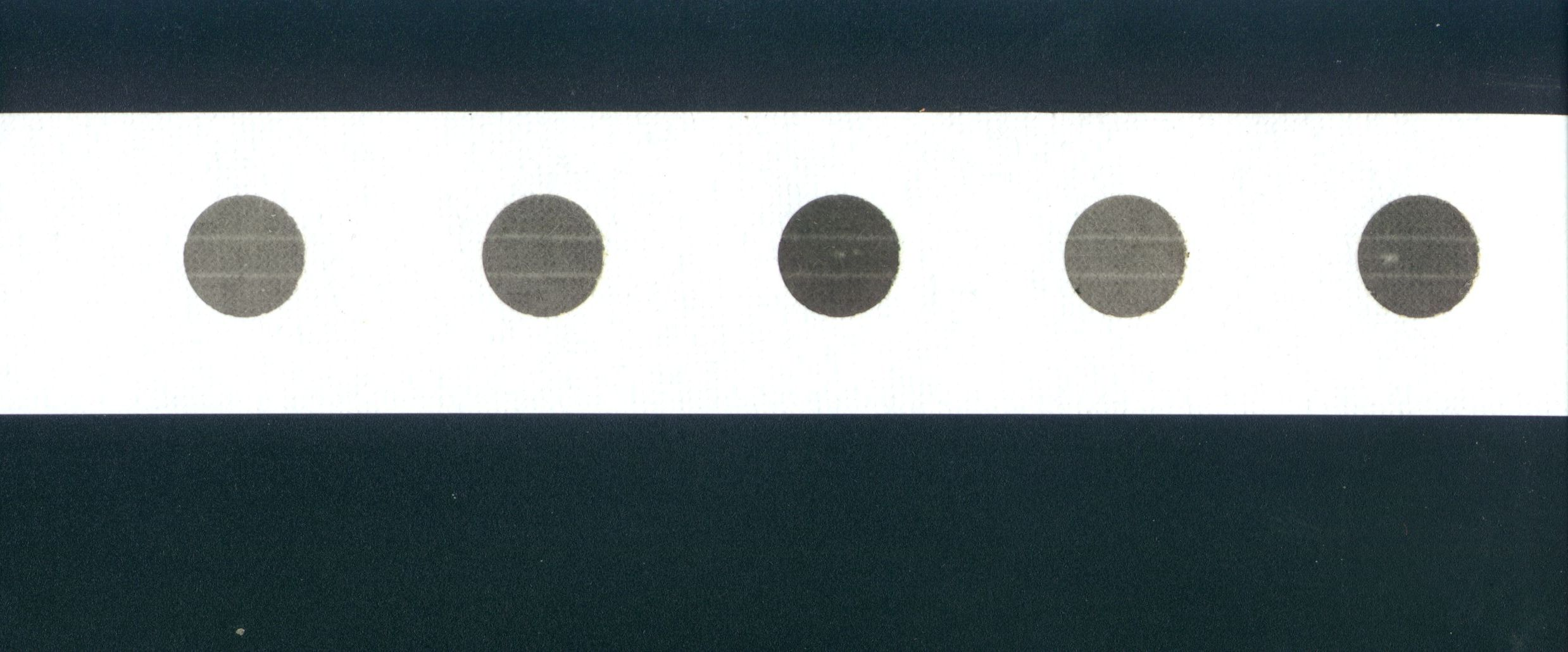
Filterstreifen mit abgeschiedenem Staub

Bei Messverfahren wie der gravimetrischen oder der radiometrischen Staubmessung werden die im Gas enthaltenen Partikel auf einem Filter abgeschieden. Der Filter mit dem abgeschiedenen Staub wird anschließend analysiert. Diese Analyse kann neben der Wägung oder der radiometrischen Durchleuchtung auch eine chemische Analyse beinhalten.
Gängige Messverfahren sind in der nachfolgenden Tabelle aufgeführt.
| Messgerät/Messverfahren     | Kurzbeschreibung | Besonderheiten |
| --------------------------- | --- | --- |
| Bergerhoff-Methode          | Passive Sammlung von Staubniederschlag in einem Becherglas und anschließende Wägung der Akzeptorfläche                                                  | Einsatz zur Staubniederschlagsmessung gemäß TA Luft und LRV                                                                                   |
| Gravimetrische Staubmessung | Isokinetische Absaugung eines Teilstrom eines Abgases und Abscheidung des darin enthaltenen Staubs auf einem Filter mit dessen anschließender Wägung    | Verfahren zur Kalibrierung automatischer Staubmessgeräte                                                                                      |
| Kaskadenimpaktor            | fraktionierende Abscheidung von Partikeln auf Akzeptorflächen und deren anschließende Auswertung                                                        | Zweistufige Kaskadenimpaktoren werden zur Bestimmung von Massenkonzentrationen von PM10 und PM2,5 sowie von Quarzfeinstaub im Abgas verwendet |
| Konimeter                   | Transport der staubbeladenen Luft durch einen Spalt mit Abscheidung des Staubs auf einer Haftfläche und deren anschließender mikroskopischer Auswertung | eine dem späteren Konimeter vergleichbare Apparatur namens „Aeroskop“ wurde bereits 1878 entwickelt                                           |
| Photometrische Staubmessung | Messung der Lichtschwächung oder des Streulichts in einem staubbeladenen Gas                                                                            | Streulicht-Messgeräte werden eingesetzt, wenn die Schwächung des durchdringenden Lichtstrahls zu gering ist                                   |
| Radiometrische Staubmessung | Beaufschlagung eines Filters mit Staub und nachfolgende Durchstrahlung mit einem Betastrahler                                                           | kann zu Emissions- und Immissionsmessungen eingesetzt werden                                                                                  |
| TEOM                        | Beaufschlagung eines schwingenden Systems mit Staub, dessen Eigenfrequenz sich daraufhin ändert                                                         | direkte Ausgabe von Staubkonzentrationen möglich                                                                                              |
| Thermalpräzipitator         | Abscheidung von Staub auf einer Sammelplatte aufgrund von Thermophorese mit anschließender mikroskopischer Auswertung                                   | Partikel mit einem Durchmesser kleiner als 1 µm können mit dem Thermalpräzipitator quantitativ sehr gut erfasst werden                        |

Bei Messgeräten wie dem High-Volume-Sampler und dem Low-Volume-Sampler, die zur Erfassung von Schwebstaub eingesetzt werden, wird wie bei der gravimetrischen Staubmessung ein Filter mit Staub beaufschlagt und anschließend analysiert beziehungsweise gewogen.

## Vergleichbarkeit der Ergebnisse
Bereits in den 1950er-Jahren wurde festgestellt, dass mit unterschiedlichen Staubmessverfahren gewonnene Ergebnisse nur bedingt miteinander vergleichbar sind. Darum existierte damals schon die Forderung, dass ein Staubmessgerät unter vergleichbaren Verhältnissen gleiche Messergebnisse mit vertretbaren Toleranzen ausgibt. Aktuell haben die Art der verwendeten Messeinrichtungen und die Bedingungen bei der Probenahme bei der Staubemissionsmessung immer noch einen wesentlichen Einfluss auf das Messergebnis. Es existieren Bestrebungen zur Entwicklung von Umrechnungsfaktoren für Messergebnisse aus älteren gravimetrischen Staubmessungen. Auch wird mittels Ringversuchen die Vergleichbarkeit der Ergebnisse von Messverfahren überprüft.

## Fehlerquellen
Die potentiellen Fehlerquellen hängen von der Art der Messaufgabe und der Probenahme ab. Im Fall von Emissionsmessungen kann es bei nicht-isokinetischer Probenahme zu Fehlern kommen, wenn zu wenig oder zu viel Partikel auf dem Filter abgeschieden werden. Weitere mögliche Fehlerquellen sind Wägefehler und Staubablagerungen außerhalb des Filters. Ebenso können Undichtigkeiten in der Messapparatur zu fehlerhaften Messergebnissen führen.
Bei der extraktiven Probenahme können sich Partikel in der Rohrleitung, die zum Messgerät führt, ablagern. Dies führt zu zu niedrigen Messergebnissen. Ebenfalls ist bei der extraktiven Probenahme darauf zu achten, dass das abgesaugte Volumen oder der abgesaugte Volumenstrom sich in einem angemessenen Verhältnis zum Gesamtvolumen befindet. So wird bei Messungen im Innenraum in der Richtlinie VDI 4300 Blatt 11 explizit darauf hingewiesen, dass das von dem Staubmessgerät angesaugte Volumen einen bestimmten Anteil des ausgetauschten Volumens oder des Raumvolumens nicht überschreiten darf.
Die Verschmutzung optischer Grenzflächen kann bei der photometrischen Staubmessung zu verfälschten Messergebnissen führen. Darum wird bei Extinktionsmessungen üblicherweise mit einem zweiten Lichtstrahl aus derselben Quelle gearbeitet, der eine staubfreie Referenzstrecke durchleuchtet. Die Abschwächung des Messstrahls wird dann nur noch auf den Referenzstrahl bezogen. Eine andere Möglichkeit der Verfälschung der Messergebnisse entgegenzuwirken ist die Beaufschlagung der Grenzflächen mit gefilterter Spülluft.
Querempfindlichkeiten können bei der Messung von Quarzfeinstaub auftreten, wenn mineralische Beimengungen vorliegen.

## Grenzwertableitung
Grenzwerte dienen zur Limitierung von Schadstoffen in der Atmosphäre. Sie werden mit dem Ziel festgelegt, schädliche Auswirkungen auf Mensch und Umwelt zu vermeiden oder zu verringern. Im Vergleich zu einzelnen chemischen Substanzen ist die Einführung von Grenzwerten bei Staubbelastungen jedoch deutlich schwieriger, da bei Stäuben nicht nur ihre chemische Zusammensetzung unterschiedlich sein kann, sondern auch Größe und Struktur; Herkunft und Entstehung der Partikel sind von großer Bedeutung. Bei Arbeitsplätzen kommt noch hinzu, dass Staubkonzentrationen über die Arbeitszeit betrachtet starken Schwankungen unterliegen. Darum wird bei der Ableitung von Grenzwerten auf der Basis von Messwerten aus der Staubmessung meist konservativ vorgegangen. Bei Stoffen, für die unterhalb einer bestimmten Dosis keine Effekte zu erwarten sind (NOEL), wird noch ein Sicherheitsfaktor zur Bestimmung des Grenzwertes verwendet. So wurde beispielsweise 1997 der durch die Deutsche Forschungsgemeinschaft festgelegte Allgemeine Staubgrenzwert niedriger angesetzt als der aus Tierversuchen extrapolierte Wert.